# Paramochtherus haubrugei
Paramochtherus haubrugei är en tvåvingeart som beskrevs av Tomasovic 2006. Paramochtherus haubrugei ingår i släktet Paramochtherus och familjen rovflugor. Inga underarter finns listade i Catalogue of Life.